# Sigmactenus toxopeusi
Sigmactenus toxopeusi är en loppart som beskrevs av Smit 1953. Sigmactenus toxopeusi ingår i släktet Sigmactenus och familjen smågnagarloppor. Inga underarter finns listade i Catalogue of Life.